# Васильева, Елена Фёдоровна
Еле́на Фёдоровна Васи́льева (урождённая Коря́кина; 1911, Санкт-Петербург — 1980, Ленинград) — советская баскетболистка. Заслуженный мастер спорта СССР (1948).

## Биография
Выступала за ГОЛИФК (Ленинград) (1934—1938), Спартак (Ленинград) (1939—1941), Буревестник (Ленинград) (1944—1948).
Чемпион СССР (1935), серебряный призёр чемпионата СССР (1934, 1936), бронзовый призёр чемпионата СССР (1937).
Окончила ГДОИФК им. П. Ф. Лесгафта. Работала преподавателем спортивных игр в Ленинградском техникуме по физической культуре и спорту «Трудовые резервы».